# Barthold Janus
Barthold Heinrich Janus († 11. März 1675) war ein deutscher lutherischer Theologe und Generalsuperintendent der Generaldiözese Göttingen.

## Leben
Janus war seit 1643 Pastor in Gestorf und wurde 1646 Superintendent in Ronnenberg, 1657 erster Pastor an der St.-Johannis-Kirche in Göttingen und Generalsuperintendent der Generaldiözese Göttingen. Im Nebenamt war er auch Professor am Pädagogium.